# Tobias Kurbjuweit
Tobias Kurbjuweit (Jéna, Német Demokratikus Köztársaság, 1982. december 30. –) német labdarúgó-középpályás, csatár. Édesapja az NDK színeiben olimpiai bajnok és vb-résztvevő Lothar Kurbjuweit.